# یواس‌اس کوکال (ای‌اس‌آر-۸)
یواس‌اس کوکال (ای‌اس‌آر-۸) (به انگلیسی: USS Coucal (ASR-8)) یک زیردریایی بود که طول آن ۲۵۱ فوت ۴ اینچ (۷۶٫۶۱ متر) بود. این زیردریایی در سال ۱۹۴۲ ساخته شد.